# Ilarion (Kajgorodcev)
Ilarion (světským jménem: Jan Viktorovič Kajgorodcev; * 16. července 1971 Novosibirsk) je ruský duchovní Ruské pravoslavné církve a biskup kiněšemský a palechský.

## Život
Narodil se 16. července 1971 v Novosibirsku. Poté žil v Borovském rajónu Kalužské oblasti, kde dokončil střední školu.
Po studiu pracoval v moskevské společnosti Radoněž. Sloužil jako oltářník v chrámech ivanovo-vozněsenské eparchie.
Dne 9. dubna 1993 byl arcibiskupem ivanovským a kiněšemským Amvrosijem (Šcurovem) postřižen na monacha se jménem Ilarion.
Dne 27. července 1993 byl arcibiskupem Amvrosijem rukopoložen na jeromonacha. Dne 14. července stejného roku byl ustanoven druhým duchovním farnosti Zesnutí přesvaté Bohorodice v sídle Luch Ivanovské oblasti. Dne 11. ledna 1994 se stal představeným Skorbjaščenského chrámu sídla Sokolskoje. Od roku 1994 působil také jako blagočinný Sokolského rajónu.
Dne 13. září 1994 byl jmenován představeným farnosti Narození Krista ve vesnici Sosnovec a 26. ledna 1996 třetím duchovním Uspensko-Kazaňského chrámu vesnice Kuzněcovo. Roku 1998 byla farnost přeměněna na monastýr.
Na Velikonoce roku 2003 byl povýšen na igumena.
Dne 11. ledna 2006 se stal představeným Uspensko-Kazaňského monastýru a 1. prosince 2007 představeným farnosti Zolotnikovské pustyně.
Roku 2009 dokončil dálkové studium Ivanovo-Vozněsenského duchovního semináře a roku 2011 Kyjevské duchovní akademie.
V dubnu 2012 byl jmenován zástupcem předsedy Disciplinární komise ivanovo-vozněsenské eparchie.
Dne 7. června 2012 jej Svatý synod zvolil biskupem kiněšemským a palechským a 10. června byl povýšen na archimandritu.
Dne 15. června 2012 byl oficiálně jmenován biskupem a 8. července proběhla v chrámu Krista Spasitele v Moskvě jeho biskupská chirotonie. Světiteli byli patriarcha moskevský Kirill, metropolita saranský a mordovský Varsonofij (Sudakov), biskup ivanovo-vozněsenský a vičugský Iosif (Makedonov), biskup solněčnogorský Sergij (Čašin), biskup seattlejský Feodosij (Ivaščenko), biskup smolenský a vjazemský Panteleimon (Šatov) a biskup šujský a tějkovský Nikon (Fomin).
Dne 4. října 2012 byl potvrzen ve funkci představeného Nikolo-Tichonov monastýru vesnice Timirjazevo.